# Université d'État du Delaware
L'université d'État du Delaware, ou la Delaware State University, est une université historiquement noire publique américaine basé à Dover au Delaware.
Ses équipes sportives portent le nom des Hornets.